# Elaver linguata
Elaver linguata là một loài nhện trong họ Clubionidae.
Loài này thuộc chi Elaver. Elaver linguata được Frederick Octavius Pickard-Cambridge miêu tả năm 1900.